# Озджан, Сюмейе
Сюмейе Озджан (тур. Sümeyye Özcan, родилась 15 января 1992 года в Малатье) — турецкая паралимпийская легкоатлетка и голболистка (класс B1), чемпионка Паралимпийских игр 2016 года по голболу в составе сборной Турции.

## Ранние годы
Сюмейе родилась 15 января 1992 года в Малатье. Она слепая с рождения, как её старшая сестра. В связи с тем, что слепым детям негде было учиться в Малатье, Сюмейе с семьёй переехала в 2001 году в Кахраманмараш. Окончила школу Ertuğrul Gazi для инвалидов по зрению в Кахраманмараше.

## Спортивная карьера
Озджан занимается голболом с 2004 года, а лёгкой атлетикой с 2009 года. Выступала на дистанциях в 800 и 1500 м, а также толкании ядра. Выступает за женскую сборную Турции по голболу и паралимпийскую сборную по лёгкой атлетике. Выступала на чемпионатах Европы 2009 и 2010 года, дебютировав в 2007 году, а также на чемпионатах мира 2011 и 2013 годов

### Лёгкая атлетика
На чемпионате мира 2011 года в новозеландском Крайстчёрче Сюмейе вышла в финал соревнований по толканию ядра (класс F12), но заняла последнее место, исполнив всего две попытки. В 2012 году на Паралимпийских играх в Лондоне она выступила на дистанции 1500 м (класс T11) и установила личный рекорд 5:10.68, финишировав седьмой. В 2013 году на чемпионате мира в Лионе она выступила на дистанции 1500 м (класс T12)/

### Голбол
Озджан представляет команду «Кахраманмараш» в турецком первенстве. Представляла сборную Турции на турнирах InterCup в шведском Мальмё в 2014 (3-е место) и 2015 годах (2-е место), причём в 2015 году с 23 голами стала лучшим бомбардиром, опередив партнёршу по команде Севду Алтунолук.
В 2015 году Озджан стала чемпионкой Европы в дивизионе A в Каунасе и квалифицировалась со сборной Турции на Паралимпиаду в Рио-де-Жанейро. Она вошла в финальную заявку и стала паралимпийской чемпионкой.

## Достижения

### Личные
- Лучший бомбардир турнира InterCup 2015 (23 гола)[10]

### Командные
- Паралимпийская чемпионка от Турции (Рио-де-Жанейро 2016)[13]
- Чемпионка Европы от Турции (Каунас 2015)[7]
- Серебряный призёр турнира InterCup 2015[9]
- Бронзовый призёр турнира InterCup 2014[14]